# Галка (притока Ясенця)
Галка — річка в Україні, у Овруцькому районі Житомирської області. Ліва притока Ясенця (басейн Прип'яті).

## Опис
Довжина річки приблизно 5 км.

## Розташування
Бере початок на південному сході від Верпи. Спочатку тече на північний захід через Можари, а потім на північний схід і впадає у річку Ясенець, праву притоку Словечної.